# 가스가노쓰보네
가스가노쓰보네/사이토 후쿠(일본어: 春日局/斎藤福, 덴쇼 7년(1579년) ~ 간에이 20년 음력 9월 14일(1643년 10월 26일))는 아즈치모모야마 시대에서 에도 시대 전기까지 살았던 여성으로 에도 막부 3대 쇼군 도쿠가와 이에미쓰의 유모이다. 가스가노쓰보네란 이름은 조정에서 받은 칭호이며 본명은 사이토 후쿠(斎藤福)이다. 마쓰다이라 노부쓰나, 야규 무네노리와 함께 <도쿠가와 이에미쓰를 떠받치는 세 기둥>으로 불렸으며 에도 막부 시대의 주춧돌을 쌓아올린 인물 중 하나로 평가된다.

## 생애

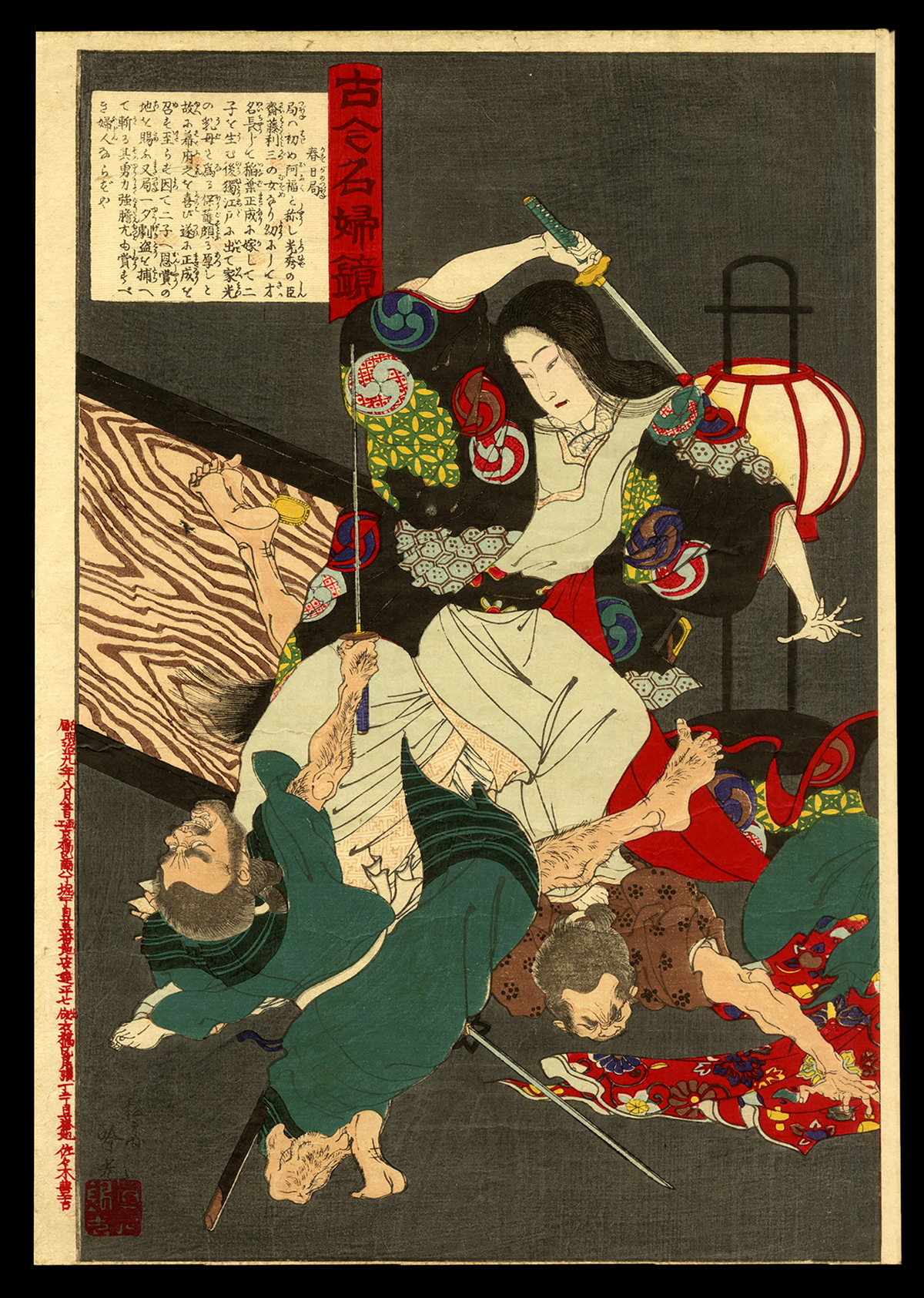
가스가노쓰보네는 고토(強盗)와 싸우다. 아다치 긴코 (1880년경)

1579년 단바(현재의 효고현)에서 사이토 도시미쓰의 딸로 태어났다. 그의 어머니는 도시미쓰의 후처로 미노 소네성주 이나바 요시미치(稲葉良通)의 딸이다. 친가인 사이토씨는 대대로 미노의 슈고다이를 맡았던 명문이었으며, 그의 아버지는 아케치 미쓰히데의 중신이자 조카(실제로는 사촌)였다. 아버지가 혼노지의 변에 연루되어 로쿠조가와라에서 처형된 후 가족은 뿔뿔이 흩어지게 되었다.
후쿠는 여자인 관계로 처벌을 받지 않고 외할머니의 친가인 산조니시가(三条西家)에서 지내면서 구게 사회의 교양(서예, 다도, 향도 등)을 익혔다. 그 후, 서백부 이나바 시게미치(稲葉重通)의 양녀가 되어 외가쪽 친척인 고바야카와 히데아키의 가신 이나바 마사나리(시게미치의 데릴사위)와 결혼하여 슬하에 아들 3형제를 두었다. 이나바 마사나리는 세키가하라 전투를 앞두고 도쿠가와 이에야스(편을 들도록 주군을 설득하여 도쿠가와 가문의 승리에 일조하였다. 이러한 남편의 전공과 후쿠의 교양이 감안되어 1604년 2대 쇼군 도쿠가와 히데타다의 아들 다케치요의 유모로 임명되었다.
다케치요가 후에 도쿠가와 이에미쓰로서 쇼군이 된 후에는 그의 유모라는 배경으로 로주를 능가하는 권력을 휘두르며 오오쿠를 총괄하였다. 1629년 이에미쓰의 천연두 치유를 기원하기 위한 이세 신궁 참배 여행 중 교토로 가게 된다. 그러나 무가인 사이토가의 딸이라는 신분으로는 조정에 들어갈 수 없어 사망한 양아버지의 아들과 의남매기 되어 산죠니시 가문의 딸이라는 자격으로 천황을 배알하고, 종3위의 지위와 가스가노쓰보네의 칭호를 받았다. 하지만 이것이 원인이 되어 그 시기의 천황이었던 고미즈노오 천황이 굴욕을 견디다 못해 천황 자리를 버리고 만다.
그 후 이에미쓰의 후사를 잇는 일에 전력을 다하여 오만노가타, 오라쿠노가타(도쿠가와 이에쓰나의 생모), 오나쓰노가타(도쿠가와 이에노부의 할머니) 등을 오오쿠에 불러들여 이에미쓰의 측실로 삼게 했다. 생전에 이에미쓰의 정실과 오만노가타와는 사이가 별로 좋지 못하였다. 특히 이에미쓰와 이에미쓰의 정실의 불화로 이에미쓰의 정실이 니노마루로 건너가 생활하는데 일조했다고 한다.
무사 가문이라는 출신의 영향으로 평소에도 검소함을 중요시 했다. 따라서 그녀가 총괄했던 오오쿠내에서도 검소한 풍토를 중시하여 엄격하게 통제했다고 한다.
1643년 9월 향년 64세로 사망했다. 그녀의 사세구(辭世句)는 「서(西)로 들어가는 달을 꾀어 불법(佛法)의 길을 따라 오늘이야말로 속세에서 도망칠 수 있을까(西に入る 月を誘い 法をへて 今日ぞ火宅を逃れけるかな)」이다.

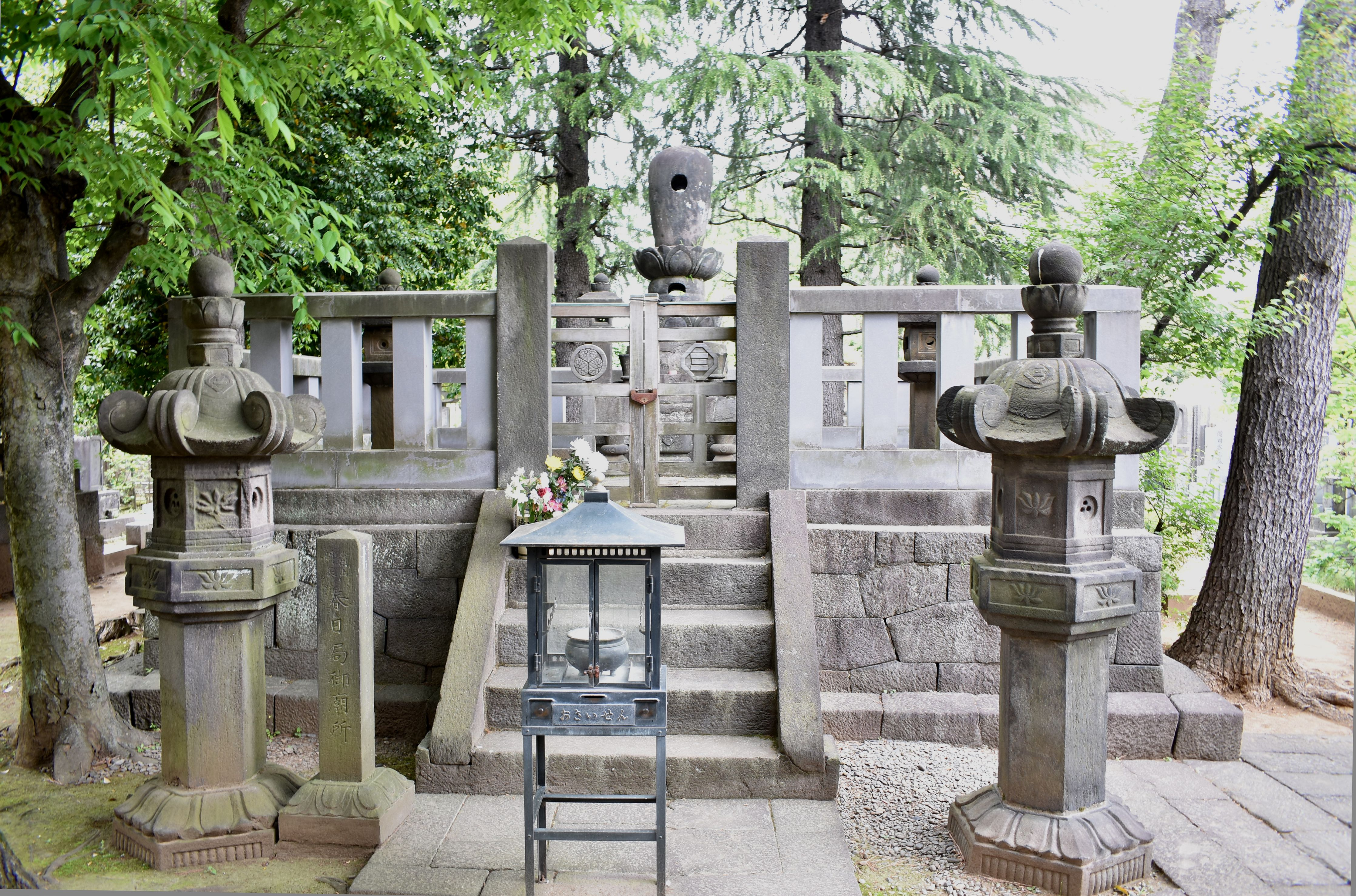
린쇼인(麟祥院) '가스가노쓰보네의 무덤' (2019년 4월 29일 촬영)

## 자녀

### 친자
- 이나바 마사카쓰
- 이나바 마사요시
- 이나바 마사토시

### 양자
- 홋타 마사토시

## 관련 작품

### 영화
- 1990년 <여제 가스가노 쓰보네 (女帝 春日局)>

### 텔레비전 드라마
- NHK 대하드라마
  - 1989년 <가스가노 쓰보네> - 오하라 레이코, 오바 지카코
  - 2000년 <아오이 도쿠가와 삼대> - 키키 키린
  - 2011년 <고우~공주들의 전국~> - 토미타 야스코
- 2004년 <오오쿠 제1장> (후지TV 드라마) - 마쓰시다 유키

## 같이 보기
- 오바노쓰보네